# Anni 840 a.C.
Gli anni 840 a.C. sono il decennio che comprende gli anni dall'849 a.C. all'840 a.C. inclusi.

## Eventi, invenzioni e scoperte
841 a.C.
- Cina: Zhōu Lìwáng 10º Re della dinastia Zhou occidentale - viene esautorato da un colpo di stato e sostituito da una diarchia di Duchi (di Zhou e di Zhao) che ressero il potere fino al 828 a.C., durante quello che divenne noto come l'interregno Gonghe (forma di reggenza repubblicana). Si rafforza l'influenza dei poteri feudali e dei nobili vassalli nei confronti del potere reale. Segno tangibile della decadenza della dinastia Zhou occidentale.

## Nati
- Ioas, re († 800 a.C.)

## Morti
- Giosafat, re (n. 873 a.C.)845 a.C.
- Nimlot II, sacerdote egizio844 a.C.
- Arame di Urartu, re armeno841 a.C.
- Acazia, re (n. 864 a.C.)
- Ioram, re (n. 864 a.C.)